# Carnival Dream
Carnival Dream je brod u vlasništvu kompanije Carnival Cruise Line,te je vodeći brod u klasi Carnival Magic,Carnival Breeze i Costa Diadema. 
Izgradila ga je Fincantieri u svom brodogradilištu Monfalcone u Friuli-Venezia Giulia, sjeverna Italija, porinut je 24. listopada 2008., a krstio ga je Marcia Gay Harden. [1] [8] [9]

## Sadržaji
Carnival Dream i njezine sestre bili su najveći brodovi koje je Fincantieri ikad sagradio do uvođenja brodova klase Viste 2016. godine, a koje je izgradio i Fincantieri. [10] Brod je prvi u Carnivalovoj floti uključivao vodeni park s više tobogana. Također ima minijaturno golf igralište s 18 rupa i široku šetnicu na otvorenom šetalištu koja uključuje vanjski kafić i jacuzzi na četiri mjesta uz vanjski rub palube. [5]

## Incidenti
U srpnju 2011, Carneval Dream imao je problema sa svojim azimutnim potiskom, što je navelo promjenu u njenom rasporedu putovanja. [11] [12]
14. ožujka 2013., Carnival Dream je doživio kvar sigurnosnog generatora tijekom redovitih ispitivanja prije ukrcaja. Nije došlo do prekida napajanja električnom energijom, ali Carnival Cruise Line odlučio je da brod ostatane usidren u luci u Philipsburgu, Saint Maarten. Brod je trebao isploviti iz luke oko 17:00. ET dan ranije. Američka obalna straža rekla je da su ih Carnival Cruise Lines obavijestili da Carnival Dream ima problema sa svojim generatorom. [13] Carnival je platio da se putnici vrate u Port Canaveral, preko međunarodne zračne luke Orlando, ili njihovim matičnim gradovima i otkaže Dreamov odlazak 16. ožujka. [11] Brod je otplovio na prvo krstarenje nakon mehaničkih problema 23. ožujka. [14]
Michael Moses Ward, poznat i kao Birdie Africa, jedino dijete koje je preživjelo bombaški napad MOVE 1985., umro je u rujnu 2013., u dobi od 41. Njegova smrt dogodila se u vrućoj kadi na Carneval Dreamu dok su plovili Karibima. Prva izvješća ukazala su na slučajno utapanje. [15] Izvori kažu kako je možda imao moždani udar u vrućoj kadi.
3. svibnja 2018. cijev, koja je bila dio brodskog sustava za suzbijanje požara, pukla je i poplavila palubu 9. Oko 50 prostorija bilo je zahvaćeno poplavom. [16]
Dana 29. prosinca 2018. godine čamac za spašavanje broj 28 iz nepoznatih razloga se otkinuo od Carnival Dreama i pritom je oštećen. Carnival je odlučio napustiti čamac za spašavanje na moru i planira kupiti novu zamjenu. U to vrijeme nitko nije bio u brodu za spašavanje, a nije zabilježeno nikakvih ozljeda. [17]
24. listopada 2019., nekoliko sati nakon što je Carnival Dream napustio Galveston u Teksasu, muškarac je skočio s balkona svoje kabine. Carnival je izjavio da je brodska zapovjedništvo odmah započelo postupke potrage i spašavanja, vratila se na područje u blizini gdje se incident dogodio i obavijestila američku obalnu stražu. Međutim, nakon 586 četvornih kilometara prekrivenih pretragom u 48 sati, američka obalna straža obustavila je operacije. [18]

## U popularnoj kulturi
Oko 20 minuta filma Alvin and the Chipmunks: Chipwrecked snimljeno je na Carnival Dreamu. [19] [20]
U filmu Svjetski rat Z, nakon ulaska u zapovjedni centar Mornaričkog broda glavni likovi slijeću, viđen je mornar koji najavljuje dozvolu Carnival Dreamu da se pridruži floti.